# 市原季一
市原 季一（いちはら きいち、1921年11月16日 - 1979年8月3日）は、日本の経営学者。神戸大学教授・日本経営学会理事長を歴任。主にドイツ経営学の歴史研究や、同時代の西ドイツにおける経営学研究の日本への紹介にあたった。

## 経歴
京都市に生まれ、京都市立第二商業学校、彦根高等商業学校を卒業し、神戸商業大学（現神戸大学）に進んだが、臨時徴集で舞鶴海兵団に入り、1944年2月に海軍主計見習尉官となった。同年9月に神戸商業大学を卒業となり、海軍に属したが、1945年9月に中尉で除隊し、家業に従う。
1948年に神戸経済大学助手となり、1951年に神戸大学経営学部講師、翌1952年に助教授、1961年に教授と昇進した。
この間、1961年1月に、「ドイツにおける経営経済学の発展」により経営学博士を取得した。
1974年から日本経営学会理事長。1975年1月から1978年1月まで日本学術会議第10期会員となり、1975年4月から1979年8月まで公認会計士審査会試験委員（第二次）を務めた。
1979年8月3日に急逝し、正四位勲三等旭日中綬章が遺贈された。

## おもな著作

### 単著
- ドイツ経営学、森山書店、1954年
- ドイツ経営政策、森山書店、1957年
- 西独経営経済学、森山書店、1959年
- 西独経営社会学、森山書店、1965年
- 経営学論考、森山書店、1975年

以上の5作は、市原季一著作集『ドイツ経営学研究』全5巻にまとめられた。
- 西ドイツの経済と経営、森山書店、1960年
- ニックリッシュ (経営学 人と学説)、同文館出版、1982年
  - ハインリッヒ・ニックリッシュ（ドイツ語版）の評伝。市原が第1章を執筆したが、急逝したため第2章以降を門下生が遺稿に基づいて書き継いで完成させた[3]。

### 共著
- （高宮晋との共著）Die japanische Unternehmung, Strukturwandlungen in einer wachsenden Wirtschaft. Westdeutscher Verlag, 1977.